# بيركير كريستينسون
بيركير كريستينسون هو لاعب كرة قدم آيسلندي في مركز حراسة المرمى، ولد في 15 أغسطس 1964 في يستمان في آيسلندا. شارك مع منتخب آيسلندا لكرة القدم. أما مع النوادي، فقد لعب مع آي بي في وابروتاباندلاج أكرانيس وبرمنغهام سيتي وبولتون واندررز وستوك سيتي وناتسبيرنوفلاغ أكوريرار ونادي بران ونادي نورشوبينغ.

## وصلات خارجية
- بيركير كريستينسون على موقع قاعدة بيانات كرة القدم.إي يو (الإنجليزية)
- بيركير كريستينسون على موقع ناشيونال فوتبول تيمز (الإنجليزية)
- بيركير كريستينسون على موقع Soccerbase.com (لاعب) (الإنجليزية)